# Mompha unifasciella
Mompha unifasciella é uma espécie de mariposa do gênero Mompha pertencente à família Coleophoridae.